# Ctesifont (poeta)
Ctesifont (grec antic: Κτησιφῶν, llatí: Ctesiphon) fou un poeta grec atenès que va escriure una sèrie d'himnes militars anomenats κόλαβροι. Sembla que va viure a la cort del rei Àtal I de Pèrgam (241 aC-197 aC) o Àtal I de Pèrgam (159 a 131 aC), segons Ateneu de Nàucratis, que reprodueix alguns fragments de les seves obres.